# Avatar: The Last Airbender – Into the Inferno
Avatar: The Last Airbender – Into the Inferno (укр. Аватар: Останній захисник – Крізь пекло), також відома в Європі як Avatar: The Legend of Aang – Into the Inferno (укр. Аватар: Легенда про Аанга – Крізь пекло) — відеогра, заснована на мультсеріалі «Аватар: Останній захисник». Подібно до попередніх двох ігор, дія яких розгорталася в першому та другому сезонах, сетинг гри базується на третьому та останньому сезоні серіалу. Версія для Wii була випущена 13 жовтня 2008 року в Північній Америці та 1 листопада 2008 року у Великій Британії. Також доступна версія для PS2, яка була випущена 31 жовтня 2008 року у Великій Британії.

## Ігровий процес
Стилі ігрового процесу на різних платформах відрізняються. У версії для Nintendo DS у персонажів дуже великі голови, що надає грі мультиплікаційного характеру. Здатність Катари створювати крижаний міст повернулася з попередніх ігор. Бумеранг Сокки використовується для руйнування недоступних об'єктів або вирішення головоломок; гравець малює шлях, яким повинен слідувати бумеранг. Тоф може згинати невеликі платформи, щоб долати прірви з шипами, а Аанг може створювати вихори, щоб змінювати напрямок руху об'єктів або перекидати їх через прірви.
Версії для Nintendo Wii та Sony PlayStation 2 пропонують зовсім інші методи гри. Вогняні кулі, каміння та воду можна збирати, утримуючи кнопку B, і направляти за допомогою основного контролера (Wii Remote на Nintendo Wii), якщо поблизу є джерело. Аанг може сформувати сферу сильного вітру, щоб зруйнувати перешкоди та здути предмети, зробивши коло основним контролером.
Тоф може піднімати землю та кидати її, витягувати землю зі стін та піднімати її вгору, створюючи стовпи. Катара може керувати водою, щоб гасити пожежі, і заморожувати її в крижаний блок, струшуючи вторинний контролер. Лід також можна витягувати з водоспадів та створювати крижані стовпи. Принц Зуко може спрямовувати вогонь та спалювати предмети. Сокка кидає свій бумеранг при натисканні кнопки B. Аватар Аанг унікальний тим, що за канонами він може керувати всіма чотирма стихіями, але бореться лише за допомогою повітря.